# Albert Siebenmorgen
Albert Siebenmorgen (* 15. Dezember 1894 in Rösrath; † 2. November 1978 in Borken) war ein deutscher Fotograf, Maler, Heimatforscher und Lehrer.

## Leben
Albert Siebenmorgen wuchs zusammen mit seinem Zwillingsbruder Heinrich und zwei Schwestern auf einem Bauernhof in Kirschheiderbroich in Rösrath auf. Er wurde Lehrer und kam nach seiner Dienstzeit als Offizier im Ersten Weltkrieg im Jahr 1919 nach Immekeppel. An der dortigen katholischen Volksschule blieb er bis 1962, nur unterbrochen durch den Wehrdienst im Zweiten Weltkrieg von 1940 bis zum 15. Dezember 1944, seinem fünfzigsten Geburtstag.
Albert Siebenmorgen und seine Frau Paula hatten einen Sohn und eine Tochter. Paula Siebenmorgen starb 1972. Die Tochter holte 1977 ihren schwerkranken Vater ins westfälische Borken. Siebenmorgen und seine Frau sind auf dem Friedhof in Immekeppel begraben.

## Künstlerische und wissenschaftliche Tätigkeiten
Neben seiner Tätigkeit als Lehrer übte Siebenmorgen künstlerische und wissenschaftliche Tätigkeiten aus.
Als Neunjähriger bastelte er sich eine Camera obscura. Dem Zehnjährigen schenkte sein Vater eine gekaufte Kamera, die der Junge nach einigen Monaten selbst verbesserte. Sein Leben lang fand er den Werbespruch bestätigt: „Wer photographiert, hat mehr vom Leben!“
Er ist als „Maler des Bergischen Landes“ bezeichnet worden. Im Laufe seines Lebens malte er mehr als 360 Bilder und viele Zeichnungen, die Landschaftsbilder erst nach eingehendem Quellenstudium. Einige seiner Bilder sind in die USA verkauft worden. Seit November 2013 sind elf Gemälde aus Privatbesitz als Dauerleihgabe im Rathaus von Overath der Öffentlichkeit zugänglich.
Jahrzehntelang beobachtete er das Wetter und zeichnete seine Beobachtungen seit 1936 für den Deutschen Wetterdienst auf. Für diese Tätigkeit wurde er 1976 mit der Verdienstmedaille des Verdienstordens der Bundesrepublik Deutschland ausgezeichnet.
Viele seiner Veröffentlichungen befassen sich mit dem Wetter im Bergischen Land.
Seine astronomischen Beobachtungen führte er mit selbst gebastelten Fernrohren aus, so die Sonnenfinsternis vom 29. Juni 1927.
Auch als Heimatforscher, Zeichner und Kartograf veröffentlichte er Artikel und Karten. Viele seiner Veröffentlichungen erschienen in der lokalen Presse und im Rheinisch-Bergischen Kalender. In den Jahrbüchern von 1925 bis 1931 sind die Kalendarien mit zwölf Zeichnungen Siebenmorgens geschmückt, in denen er die Charakteristika der einzelnen Monate herausgearbeitet hat.
Siebenmorgen war einer der Autoren des Heimatbuches 800 Jahre Immekeppel von 1966. Auch der Einbandentwurf des Buches stammt von ihm.

## Bergsteiger
Siebenmorgen war ein begeisterter Bergsteiger. Viele Ferien verbrachte er in den Alpen. Noch mit 77 Jahren bestieg er das Rimpfischhorn (4199 m), mit 78 das Breithorn (4164 m) und mit 80 Jahren den Alphubel (4206 m).

## Filmporträt
Am 2. September 1976 brachte das ZDF ein einstündiges Porträt des vielseitigen Lehrers, Künstlers und Wissenschaftlers, gestaltet von Karlheinz Rehbach, einem der vielen Schüler Siebenmorgens.

## Werke
- Klima und Wetter im Bergischen Land. In: Rheinisch-Bergischer Kalender. Band 1956. Heider, Bergisch Gladbach 1955, S. 125–130.
- Stöckelcher vam Kepplersch Karl in Immekeppel. In: Rheinisch-Bergischer Kalender. Band 1957. Heider, Bergisch Gladbach 1956, S. 84–88.
- Zur Siedlungsgeschichte unserer Heimat. In: Rheinisch-Bergischer Kalender. Band 1959. Heider, Bergisch Gladbach 1958, S. 52–59.
- In Immekeppel wird das Wetter gemessen. In: Rheinisch-Bergischer Kalender. Band 1966. Heider, Bergisch Gladbach 1965, S. 83–86.
- Start im Häuschen mit dem Herz – 65 Jahre als Photograph auf vielen Wegen. In: Rheinisch-Bergischer Kalender. Band 1969. Heider, Bergisch Gladbach 1968, S. 110–112.
- Bergische Stöckelcher. In: Bilder aus dem Sülztal. Heimatbuch-Verlag-Sülztal, Bensberg.